# Metropolia Santiago de Compostela
Metropolia Santiago de Compostela – metropolia Kościoła rzymskokatolickiego w Hiszpanii. Składa się z metropolitalnej archidiecezji Santiago de Compostela i czterech diecezji. Została ustanowiona w 1120.

## Diecezje i biskupi
| Diecezja                             | Biskup diecezjalny             |
| ------------------------------------ | ------------------------------ |
| Archidiecezja Santiago de Compostela | abp Julián Barrio Barrio       |
| Diecezja Lugo                        | Alfonso Carrasco Rouco         |
| Diecezja Mondoñedo-Ferrol            | Luis Ángel de las Heras Berzal |
| Diecezja Ourense                     | Leonardo Lemos Montanet        |
| Diecezja Tui-Vigo                    | Luis Quinteiro Fiuza           |